# Wenn wir zusammen sind (Film)
Wenn wir zusammen sind ist eine französische Filmkomödie von Lorraine Lévy aus dem Jahr 2008. Sie beruht auf dem gleichnamigen Roman von Marc Levy.

## Handlung
Der Pariser Buchverkäufer Mathias wird entlassen, nachdem er einen unfreundlichen Kunden unfreundlich behandelt hat. Er erinnert sich an seinen Freund Antoine, der in London lebt und ihm erst vor kurzem eine Stelle angeboten hat. In London will sich der Inhaber eines Ladens für französische Literatur zur Ruhe setzen und sucht einen Nachfolger. Da auch Mathias’ Ex-Frau Valentine und die gemeinsame Tochter Emilie in London leben, entscheidet sich Mathias spontan für einen Umzug. In London wird er schnell Teil einer kleinen, eingeschworenen Gemeinde: Antoine und sein Sohn Louis leben direkt nebenan, die freundliche Cafébesitzerin Yvonne hat immer ein offenes Ohr und Blumenverkäuferin Sophie ist stets hilfsbereit zur Stelle. Neben Mathias ordnet jedoch auch Valentine ihr Leben neu; sie lässt Emilie bei Mathias, um selbst nach Paris zurückzugehen, wo sie in einer Botschaft arbeiten will.
Weil sich Mathias und Antoine und ihre beiden Kinder sehr gut verstehen, schlägt Mathias vor, dass beide Familien zusammenziehen. Nach einiger Bedenkzeit stimmt der putzverrückte Antoine zu, unter folgenden Bedingungen: keine Kindermädchen, keine Frauengeschichten und kein Wegbleiben länger als bis 1 Uhr nachts. Im Buchladen trifft Mathias eines Tages die junge Audrey, die ihn kurz darauf aus einer für den nicht schwindelfreien Mathias brenzligen Situation befreit. Später treffen sich beide auf dem Schulhof der Kinder wieder und erneut muss Audrey ihn aus großer Höhe zurück auf die Erde bringen. Beide verabreden sich daraufhin, auch wenn Mathias irrtümlich annimmt, dass es sich bei Audrey um die Klassenlehrerin der Kinder handelt. Erst später erfährt er, dass Audrey eigentlich Journalistin ist.
Die Beziehung von Mathias und Audrey stößt bei Antoine auf wenig Gegenliebe und beide Männer zerstreiten sich zunächst, versöhnen sich aber auf Betreiben der Kinder wieder. Audrey wiederum reagiert irritiert, als Valentine nach London zurückkehrt und anscheinend wieder mit Mathias zusammenkommt. Er kann sie davon überzeugen, dass sie sich geirrt hat. Ein Abendessen mit Antoine und den Kindern soll sie enger zusammenbinden, doch verhalten sich die Kinder und Antoine so betont familienhaft, dass Audrey geht. Sie wirft ihm vor, sich eine Scheinwelt aufgebaut zu haben und am Ende nicht einmal sicher zu sein, ob er sie liebe. Audrey meldet sich nicht mehr bei ihm und Mathias wird sich bewusst, dass er eine Chance verpasst hat. Er versucht Antoine davon zu überzeugen, dass sie beide nicht klar gesehen haben: Sophie hat Antoine in der Vergangenheit für einen imaginären Liebhaber Liebesbriefe schreiben lassen, die eigentlich für ihn selbst bestimmt waren. Ebenfalls unausgesprochen bleibt die Liebe zwischen Cafébesitzerin Yvonne und ihrem Gast Mac Enzie, hier jedoch für immer: Yvonne stirbt, bevor beide zusammenkommen können. Antoine und Sophie sprechen sich aus und werden ein Paar; und auch Mathias und Audrey kommen zusammen, als er unweit ihrer Wohnung auf einen Baum klettert und ihre Hilfe benötigt, um wieder auf den Boden zu kommen.

## Produktion

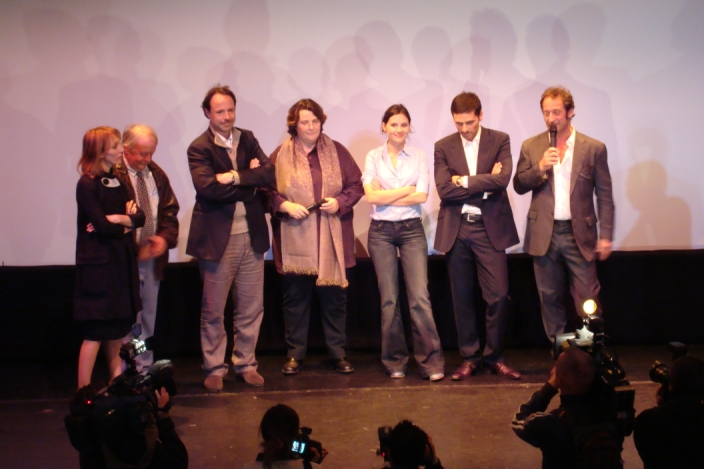
Die Darsteller auf der Filmpremiere von Wenn wir zusammen sind in London (Juni 2008)

Wenn wir zusammen sind beruht auf dem gleichnamigen Buch von Marc Levy, das 2007 in deutscher Sprache erschienen ist. Die Regisseurin des Films, Lorraine Lévy, ist Marc Levys Schwester. Der Film wurde in Paris und vor allem in London gedreht. Unter anderem diente das „Lycée Charles de Gaulle“ als Drehort (Schule der Kinder). Die Kostüme schuf Jacqueline Bouchard, die Filmbauten stammten von Françoise Dupertuis.
Der Film kam am 2. Juli 2008 in die französischen Kinos und wurde dort von rund 641.000 Besuchern gesehen. In Deutschland lief der Film ab dem 19. November 2009 im Kino und kam im April 2010 auf DVD heraus. Deutsche Fernsehpremiere war am 16. Oktober 2011 im Ersten.

## Synchronisation
| Rolle     | Darsteller        | Synchronsprecher   |
| --------- | ----------------- | ------------------ |
| Mathias   | Vincent Lindon    | Michael Lott       |
| Antoine   | Pascal Elbé       | Ole Pfennig        |
| Audrey    | Virginie Ledoyen  | Elisabeth von Koch |
| Sophie    | Florence Foresti  | Sandra Schwittau   |
| Louis     | Tom Invernizzi    | Lenny Peteanu      |
| Yvonne    | Bernadette Lafont | Doris Gallart      |
| Valentine | Mar Sodupe        | Claudia Lössl      |

## Kritik
Für den film-dienst war der Film eine „vorhersehbar inszenierte Romantik-Komödie, die solide unterhält“, jedoch nur über die „Karikatur der französisch-englischen Beziehungen eine gewisse Eigenständigkeit verrät.“ Cinema fand hingegen, dass der Film nicht so trivial sei wie die Buchvorlage, was vor allem an den Darstellern liege, und fasste zusammen: „So erfrischend und leicht wie ein kühles Glas französischen Weißweins.“